# اچ‌ام‌اس سی‌داگ (پی۲۱۶)
اچ‌ام‌اس سی‌داگ (پی۲۱۶) (به انگلیسی: HMS Seadog (P216)) یک زیردریایی بود که طول آن ۲۱۷ فوت (۶۶ متر) بود. این زیردریایی در سال ۱۹۴۲ ساخته شد.